# Peleg Sprague

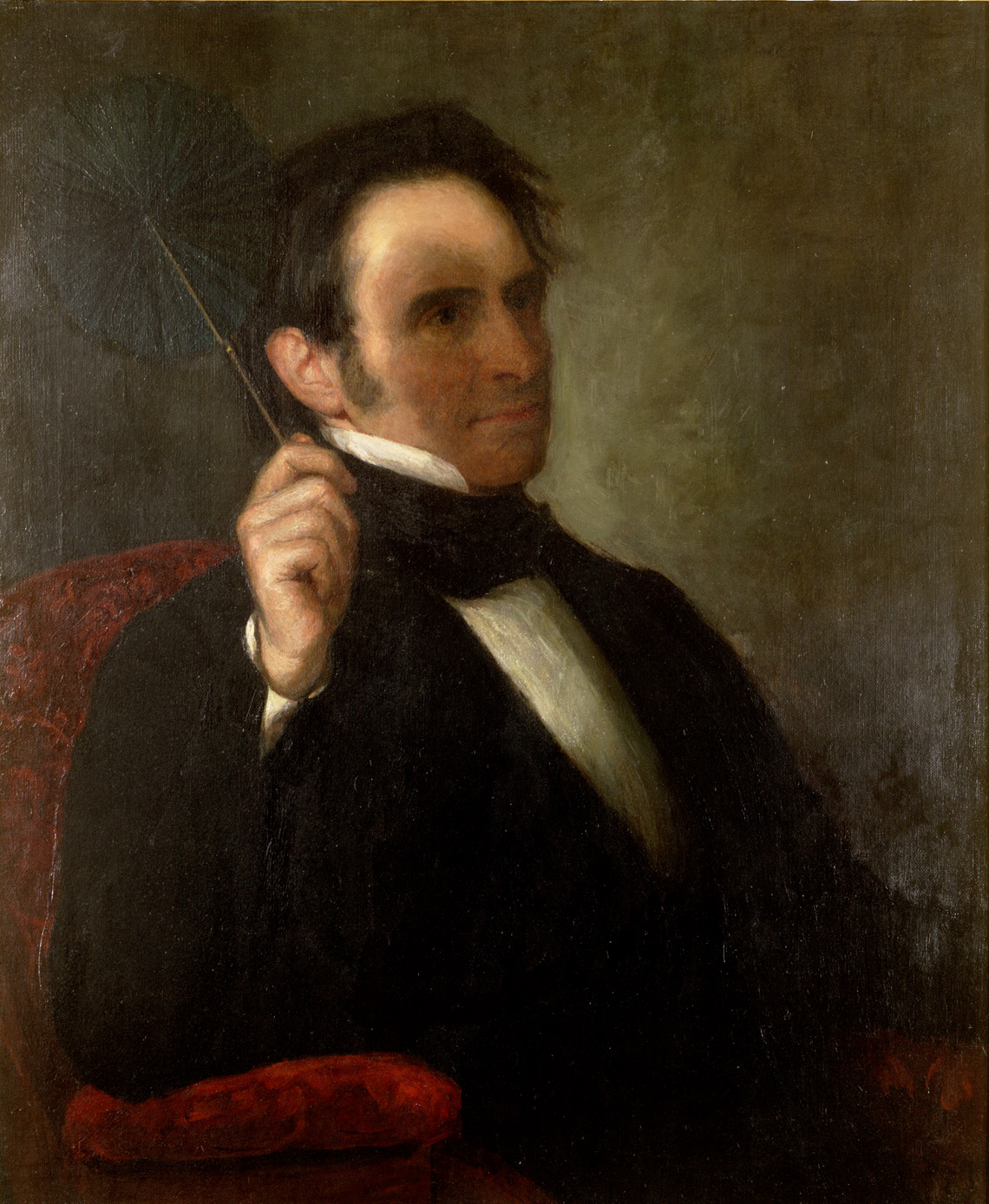
Peleg Sprague

Peleg Sprague, född 27 april 1793 i Duxbury, Massachusetts, död 13 oktober 1880 i Boston, Massachusetts, var en amerikansk politiker och jurist. Han representerade delstaten Maine i båda kamrarna av USA:s kongress, först i representanthuset 1825–1829 och sedan i senaten 1829–1835.
Sprague utexaminerades 1812 från Harvard. Han studerade sedan juridik i Litchfield, Connecticut och inledde 1815 sin karriär som advokat i den norra delen av Massachusetts som är nuvarande Maine. År 1822, två år efter att Maine hade blivit USA:s 23:e delstat, grundades det historiska sällskapet Maine Historical Society. Sprague var medlem i sällskapet.
Sprague efterträdde 1825 Stephen Longfellow som kongressledamot. Han efterträdde sedan 1829 John Chandler som senator för Maine. Han efterträddes 1835 som senator av John Ruggles. Sprague gick med i Whigpartiet och var elektor för William Henry Harrison i presidentvalet i USA 1840.
Sprague tjänstgjorde som domare i en federal domstol 1841–1865. Han avled 1880 och gravsattes på Mount Auburn Cemetery i Cambridge, Massachusetts.